# Moorsterbeek
De Moorsterbeek is een beek in de Nederlandse provincies Gelderland en Utrecht. De Moorsterbeek wordt onderhouden door het Waterschap Vallei en Veluwe.
De Moorsterbeek begint ten oosten van Walderveen en stroomt ten zuiden van het dorp De Glind door de buurtschap Moorst, waarna de beek ten zuiden van Asschat in het Valleikanaal uitmondt. Het Valleikanaal volgt ten oosten van Leusden de oude loop van de Moorsterbeek, die voor 1935 via de Asschatter Beek in de Modderbeek uitmondde.